# Falkland Zachodni
Falkland Zachodni (ang. West Falkland, hiszp. Gran Malvina) – druga główna wyspa archipelagu Falklandów, położona w jego zachodniej części.
Pagórkowata wyspa ma powierzchnię 4532 km², a razem z przyległymi małymi wyspami 5413 km², zamieszkuje ją 160 osób osiadłych głównie wokół wybrzeża. Największą osadą jest Port Howard położony na wschodnim wybrzeżu, w którego pobliżu znajduje się lotnisko. Od Falklandu Wschodniego wyspę oddziela ją Cieśnina Falklandzka.
Na zachodnim i północnym wybrzeżu wyspy znajdują się duże zatoki: Zatoka Królowej Charlotty, Zatoka Króla Jerzego, Byron Sound, Keppel Sound.